# Collin Broholm
Collin Leslie Broholm (* 20. September 1961 in Kopenhagen) ist ein US-amerikanischer experimenteller Festkörperphysiker und Professor für Physik an der Johns Hopkins University in Baltimore.
Broholm studierte Physik an Dänemarks Technischer Universität und wurde 1988 an der Universität Kopenhagen promoviert. Als Post-Doktorand war er bis 1990 an den Bell Laboratories in New Jersey tätig, bevor er als Assistant Professor of Physics an die Johns Hopkins University wechselte, wo er im Jahr 1994 Associate Professor wurde. Ab 1997 ist er dort als Full Professor tätig, seit 2008 ist er darüber hinaus Gerhard H. Dieke Professor of Physics am dortigen Department of Physics and Astronomy.
Broholm untersucht die magnetischen Eigenschaften von Quantenmaterialien, vorwiegend mit Hilfe der Neutronenstreuung. Seine Forschungsinteressen beinhalten Materialien mit eindimensionalen Spinkorrelationen, Schwerfermionen-Systeme und geometrisch frustrierte Spinsysteme. Überdies leistete Broholm maßgebliche Beiträge zum Aufbau zweier Neutronen-Spektrometer am Center for Neutron Research am National Institute for Standards and Technology. Seit 2008 ist er Direktor des Institute for Quantum Matter an der Johns Hopkins University.
Für seine Leistungen in der experimentellen Festkörperphysik wurde Broholm unter anderem im Jahr 1994 von der National Science Foundation zum Presidential Faculty Fellow ernannt. Darüber hinaus wurde er im Jahr 2004 Fellow der American Physical Society und erhielt im Jahr 2010 den Sustained Research Award der Neutron Scattering Society of America. Von der Moore Foundation wurde er außerdem im Jahr 2014 zum Moore Experimental Investigator in Quantum Materials ernannt.